# Pedaria cylindrica
Pedaria cylindrica är en skalbaggsart som beskrevs av Fahraeus 1857. Pedaria cylindrica ingår i släktet Pedaria och familjen bladhorningar. Inga underarter finns listade i Catalogue of Life.